# Мосс, Дэвид
Дэвид Мосс (англ. David Moss; род. 28 декабря 1981 года) — американский хоккеист, выступающий за команду Национальной хоккейной лиги «Финикс Койотис». Участник чемпионатов мира 2010 и 2013 годов в составе сборной США. Выступает за Мичиганский университет (NCAA), «Омаха Найтс» (АХЛ), «Калгари Флеймс». В чемпионатах НХЛ — 309 матчей (61+62), в турнирах Кубка Стэнли — 17 матчей (4+2).